# 菲舍爾角 (佛羅里達州)
菲舍爾角（英語：Fisher Corner）是位於美國佛羅里達州卡爾霍恩縣的一個非建制地區。該地的面積和人口皆未知。

## 地理
菲舍爾角的座標為30°12′53″N 85°12′55″W / 30.21472°N 85.21528°W，而該地的平均海拔高度為29米（即95英尺）。